# Spilogona fumicosta
Spilogona fumicosta este o specie de muște din genul Spilogona, familia Muscidae, descrisă de Malloch în anul 1931. Conform Catalogue of Life specia Spilogona fumicosta nu are subspecii cunoscute.